# Altstadt Grossbasel

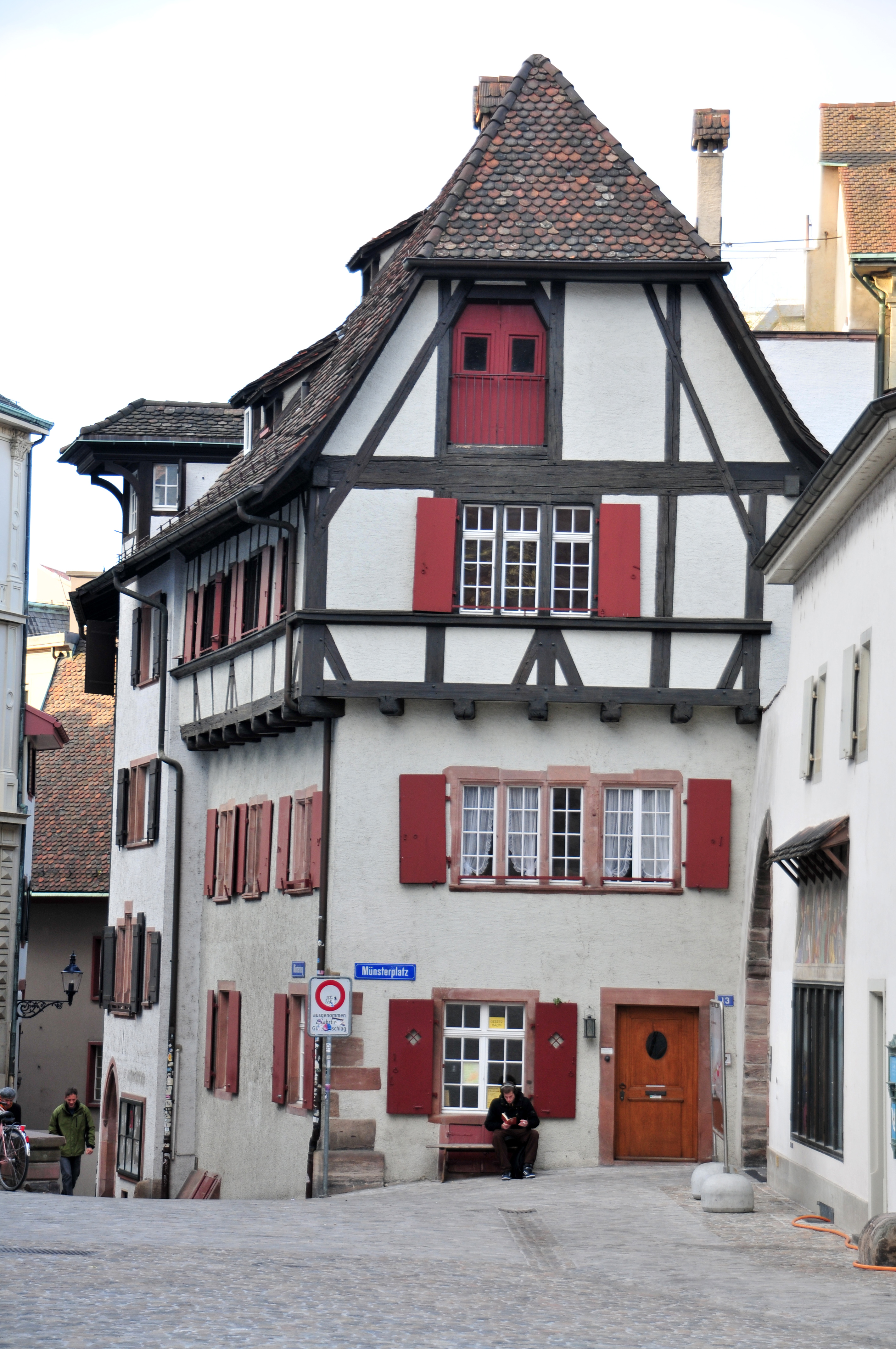
Altstadt Grossbasel, Ecke Münsterplatz/Münsterberg

Die Altstadt Grossbasel ist ein Stadtviertel der schweizerischen Stadt Basel und bezeichnet den linksrheinischen Teil der Altstadt. Zusammen mit der Altstadt Kleinbasel bildet sie das historische Zentrum der Stadt.
Die Quartiersgrenze führt genau der ehemaligen Stadtmauer aus dem Jahr 1200 entlang und in seinem Geviert findet man die meisten historischen Gebäude wie das Basler Rathaus und das Basler Münster sowie archäologische Fundstellen aus römischer Zeit.
Die Altstadt Grossbasel stösst nur an ein weiteres Stadtviertel, nämlich an das Quartier Vorstädte (Petersgraben, Leonhardsgraben, Kohlenberg, Steinenberg, St. Alban-Graben). Mit der Mittleren Brücke und den Basler Fähren ist es zudem mit seinem Pendant Altstadt Kleinbasel auf der anderen Rheinseite verbunden.

## Wohnbezirke
Die Altstadt Grossbasel ist in vier Wohnbezirke unterteilt:
- «Burgviertel» (Münsterplatz, Martinskirche)
- «Geschäftsviertel» (Barfüsserplatz, Freie Strasse, Marktplatz, Schifflände)
- «Leonhard» (Leonhardskirche, Heuberg)
- «Peter» (Nadelberg, Peterskirche, Petersgraben)

## Gebäude und Sehenswürdigkeiten
Kirchen
- Münster mit Münsterplatz und Pfalz
- Barfüsserkirche mit Barfüsserplatz
- Leonhardskirche
- Martinskirche
- Peterskirche

Museen
- Antikenmuseum Basel
- Historisches Museum Basel mit Basler Münsterschatz
- Museum der Kulturen Basel
- Naturhistorisches Museum Basel
- Pharmazie-Historisches Museum der Universität Basel

Sonstige Gebäude
- Rathaus
- Marktplatz
- Stadtcasino Basel
- Gymnasium am Münsterplatz
- Hotel Les Trois Rois
- Das Blaue und das Weisse Haus